# Mota Babulu
Mota Babulu är ett vattendrag i Indonesien. Det ligger i den sydöstra delen av landet, 2 000 km öster om huvudstaden Jakarta.